# Свято-Троицкий монастырь (Браилов)

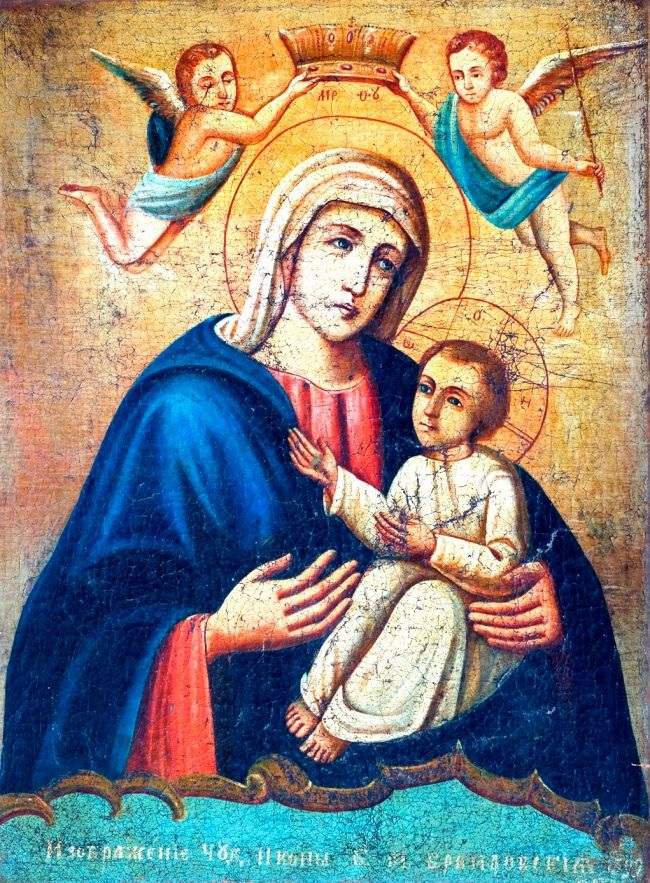
Браиловская Икона Божией Матери

Свято-Троицкий Браиловский женский монастырь — монастырь Винницкой епархии Украинской православной церкви. Расположен в посёлке городского типа Браилов Жмеринского района Винницкой области.

## История
В 1635 году брацлавский подсудок Михаил Кропивницкий основал в Виннице женский монастырь в честь Благовещения Пресвятой Богородицы. В дальнейшем обитель перешла в унию. Точная дата захвата униатами неизвестна, но в 1723 году новую монастырскую церковь освящал униатский митрополит Атанасий Шептицкий. Монастырь постепенно пришёл в упадок и 1780 году был оставлен. В 1786 году в нём поселились четыре монахини-василианки.
В 1795 году монастырь был возвращён православным. Игуменией была назначена Палладия, которая управляла монастырём до 1798 года. Её сменила игуменья Вера (1798—1814). После её смерти до 1832 года монастырь управлялся казначейшами. В 1845 году при игуменье Таисии и Подольском архиепископе Арсение (Москвине) обитель была переведена в Браилов в здания бывшего католического монастыря тринитариев. Монастырь был построен 1767—1768 годах киевским воеводой Франциском Салезием Потоцким и в 1832 году был превращён в православный приход.
В ночь с 30 сентября (12 октября) 1845 на 1 (13) октября 1845 года монахини прошли крестным ходом от Винницы до Браилова; началось благоустройство обители на новом месте. Монастырь был причислен к монастырям первого класса. При монастыре было открыто училище для девочек, приют для девочек-сирот из семей священнослужителей, богадельня, женская воскресная школа. С началом Первой мировой войны в монастыре был открыт лазарет на 50 коек для раненых на фронте солдат.
С приходом советской власти у монастыря была отобрана земля и все помещения. Монахиням оставили только один жилой корпус, за который они должны были выплачивать арендную плату. В 1925 году в монастыре проживало 145 сестёр, из них только 53 были трудоспособны. В декабре 1932 года закрыт советской властью. В 1942 году, во время немецкой оккупации, монастырь был снова открыт. После закрытия в 1951 году Немировского монастыря сюда перевели его насельниц. С 1953 по 1955 год проводился капитальный ремонт. 13 октября 1962 года монастырь был упразднён повторно. В кельях монастыря находилось общежитие Браиловского профтехучилища.
4 сентября 1989 года монастырь вновь возвращён православной церкви. 19 марта 1990 года митрополит Винницкий и Брацлавский Агафангел (Саввин) совершил освящение храма преподобных Антония и Феодосия Печерских. В 90-е годы ХХ ст. проведена реставрация всего комплекса домов и монастырского подворья.
С 1995 года настоятельницей монастыря является игуменья Антония (Стеценко).

## Архитектура
Центральным сооружением монастыря является Свято-Троицкий собор с боковыми престолами в честь Благовещения Пресвятой Богородицы (правый) и великомученицы Варвары (левый). К алтарю храма примыкает каре корпусов. На одной оси с собором расположены врата XIX века. В крипте под храмом расположен придел преподобных Антония и Феодосия Печерских, освящённый в 1847 году. В северной части каре находится зимняя Никольская церковь, освящённая в 1860 году.

## Филателия

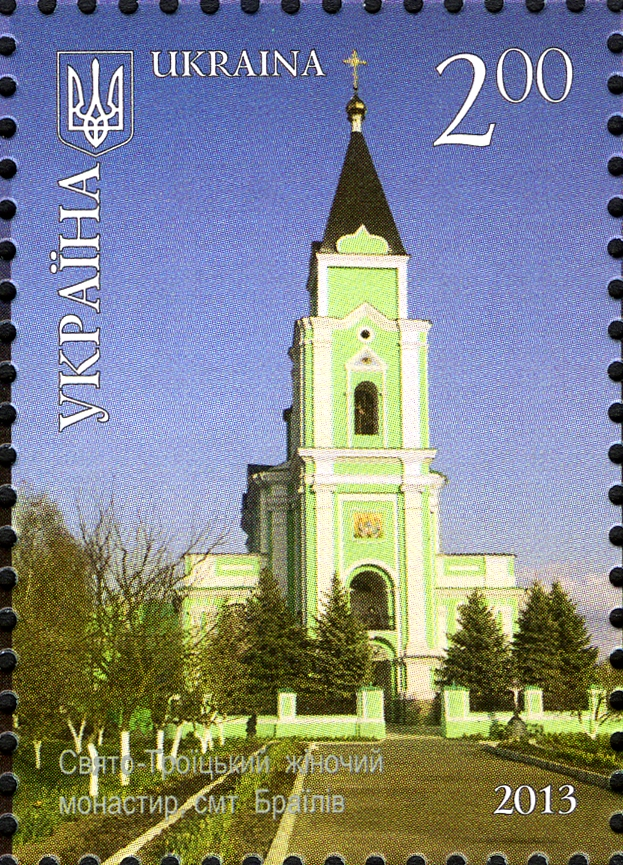

9 сентября 2013 года «Укрпочта» выпустила почтовую марку номиналом в 2 гривны с изображением монастыря: